# Апарадус-да-Серра (национальный парк)
Апарадус-да-Серра — национальный парк на юге Бразилии.
Расположен в штате Риу-Гранди-ду-Сул, на границе с южном штатом Санта-Катарина.
Парк был создан по Указу № 47446 от 17.12. 1959 г., с поправками, внесёнными Указом № 70296 от 17.03.1972 г. Он занимает площадь в 10250 га.
Обладает богатой и разнообразной флорой и фауной, имеется широкое разнообразие рептилий, амфибий, птиц, насекомых и мелких млекопитающих, главной достопримечательностью является каньон Итаимбезинью.
Климат умеренный. Среднегодовая температура составляет +16 °C. Осадков выпадает от 1500—2250 мм в год.
Парк открыт для посещения туристов.